# Wayne Hammond
Wayne Hammond, född den 5 september 1948 i Brisbane, Australien, är en australisk landhockeyspelare.
Han tog OS-silver i herrarnas landhockeyturnering i samband med de olympiska landhockeytävlingarna 1976 i Montréal.